# Słubice (gromada w powiecie słubickim)
Słubice (do 31 XII 1957 Kunowice) – dawna gromada, czyli najmniejsza jednostka podziału terytorialnego Polskiej Rzeczypospolitej Ludowej w latach 1954–1972.
Gromady, z gromadzkimi radami narodowymi (GRN) jako organami władzy najniższego stopnia na wsi, funkcjonowały od reformy reorganizującej administrację wiejską przeprowadzonej jesienią 1954 do momentu ich zniesienia z dniem 1 stycznia 1973, tym samym wypierając organizację gminną w latach 1954–1972.
Gromadę Słubice z siedzibą GRN w mieście Słubicach (nie wchodzącym w jej skład) utworzono 1 stycznia 1958 w powiecie rzepińskim w woj. zielonogórskim na mocy uchwały nr V/22/57 WRN w Zielonej Górze z dnia 15 listopada 1957 w związku z przeniesieniem siedziby GRN gromady Kunowice z Kunowic do Słubic i zmianą nazwy jednostki na gromada Słubice. Równocześnie do nowo utworzonej gromady Słubice włączono wsie Nowy Lubusz i Pławidło ze zniesionej gromady Golice w tymże powiecie.
1 stycznia 1959 powiat rzepiński przemianowano na słubicki.
1 stycznia 1972 do gromady Słubice włączono tereny o powierzchni 1648 ha z miasta Słubice w tymże powiecie.
Gromada przetrwała do końca 1972 roku, czyli do kolejnej reformy gminnej. 1 stycznia 1973 w powiecie słubickim reaktywowano zniesioną w 1954 roku (wówczas w powiecie rzepińskim) gminę Słubice.